# St Andrew’s Roman Catholic Church
Die St Andrew’s Church ist ein römisch-katholisches Kirchengebäude in der schottischen Stadt Rothesay auf der Insel Bute. Es befindet sich in der Stadtmitte von Rothesay, der Hauptstadt der Insel. 1971 wurde die St Andrew’s Church in die schottischen Denkmallisten in der höchsten Kategorie A aufgenommen. Die Kirche ist heute noch als solche in Verwendung.

## Geschichte
Insbesondere in den Jahren zwischen den Weltkriegen entstanden zahlreiche neue Gebäude in Rothesay. Um der gestiegenen Einwohnerzahl Rechnung zu tragen, ließ John Crichton-Stuart, 4. Marquess of Bute mit der St Andrew’s Church ein neues Kirchengebäude errichten, das Platz für rund 800 Personen bot. Als Architekt wurde Reginald Fairlie mit der Planung beauftragt, der mit der St James Church in St Andrews schon Erfahrungen in der Kirchenplanung erworben hatte. Das Kirchengebäude wurde 1923 fertiggestellt. Es zählt heute zu Fairlies bedeutendsten Bauwerken.

## Beschreibung
Die St Andrew’s Church weist architektonische Merkmale des neobyzantinischen Stils auf. Das zweistöckige, mit rotem Sandstein verkleidete Gebäude ist annähernd symmetrisch aufgebaut mit drei Vertikalachsen längs des Kirchenschiffs. Das Hauptschiff wird beidseitig durch zehn Drillingsfenster erhellt. Die einstöckigen Seitenschiffe sind hingegen nur mit acht Fensterachsen ausgestattet. Im Südosten schließen sich auf einem L-förmigen Grundriss die Sakristei und das Pfarrhaus an. Diese sind im traditionellen Stil mit Harl verputzt. Die Dächer sind mit grauen Schieferschindeln gedeckt.